# 10. önálló tengerészeti repülődandár (Ukrajna)

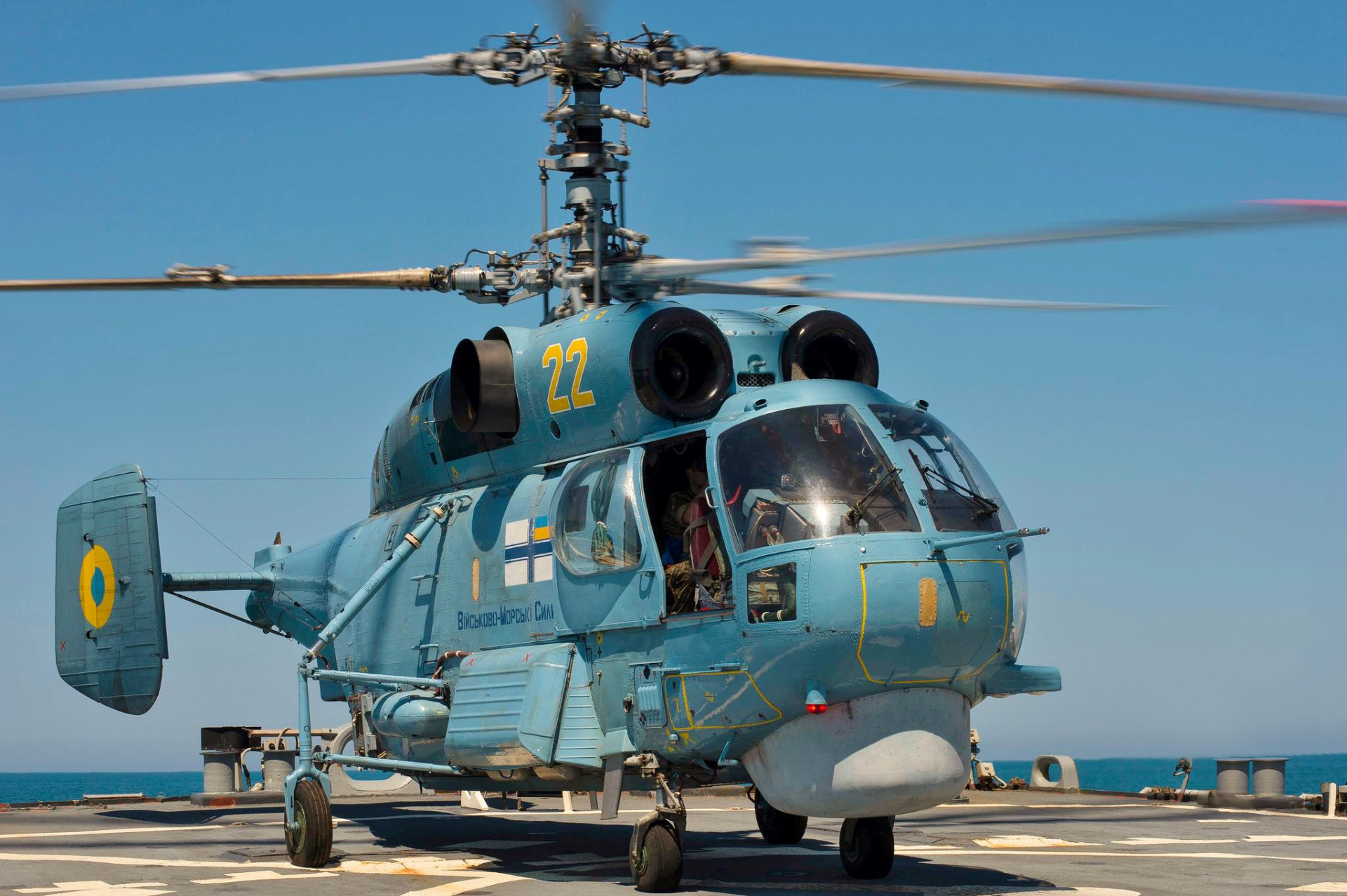
A dandár egyik Ka–27-es helikoptere a Hetyman Szahajdacsnij fregatt fedélzetén 2017-ben

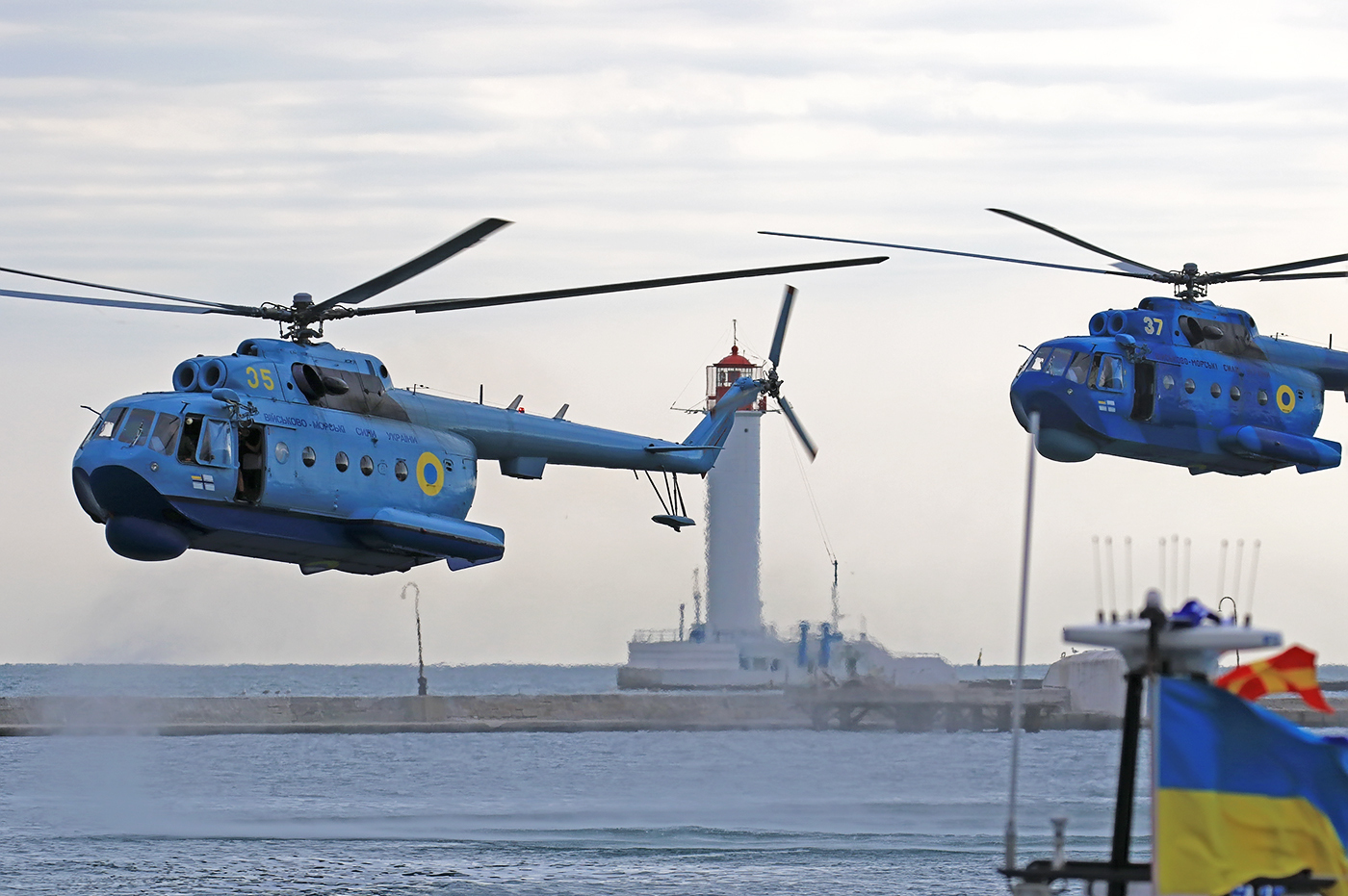
Ukrán Mi–14-es haditengerészeti helikopterek Odesszában 2017-ben

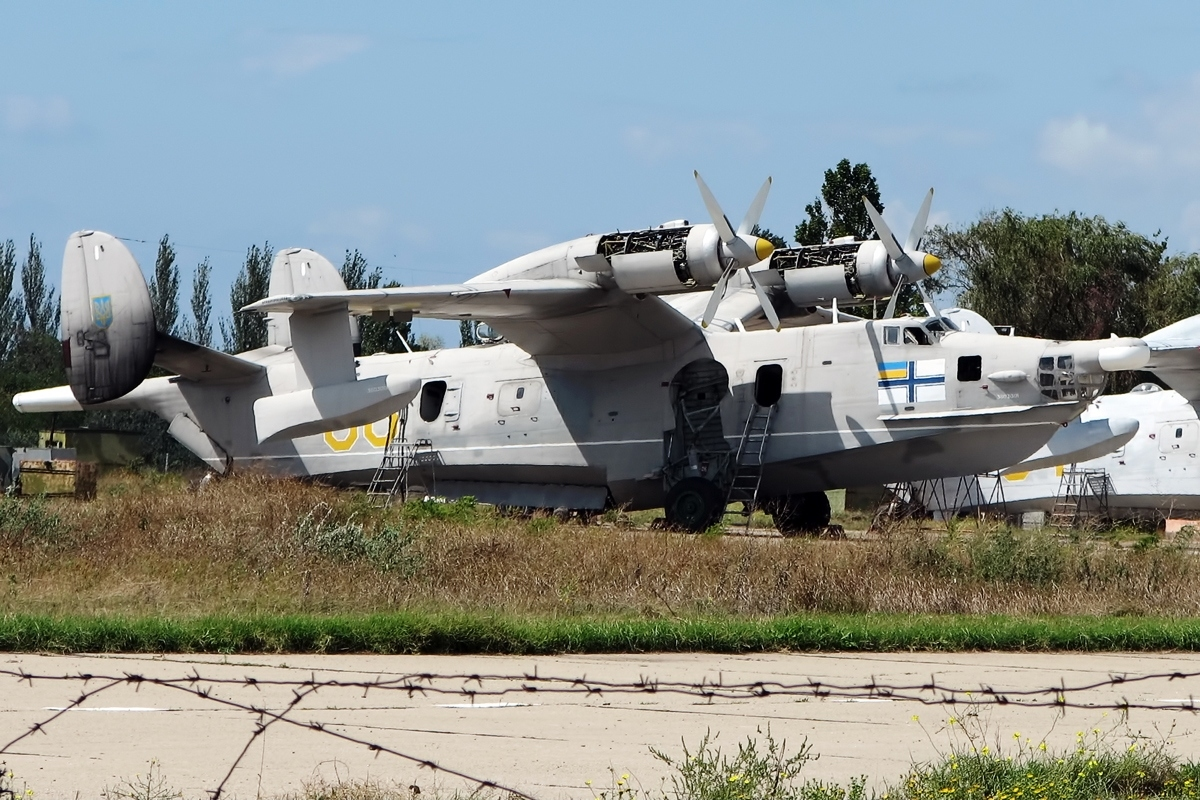
Be–12 tengerészeti járőr repülőgép a szaki légibázison 2006-ban

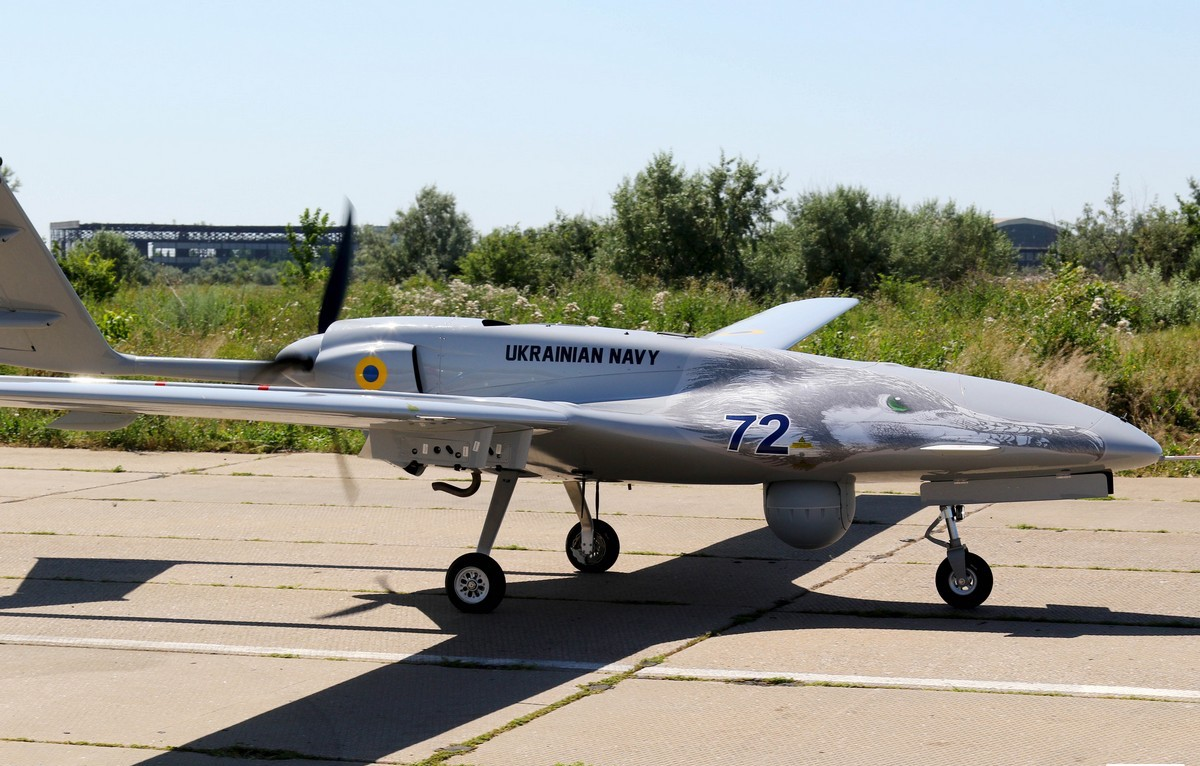
Az Ukrán Haditengerészet Bayraktar TB2 pilóta nélküli repülőgépe

A 10. tengerészeti repülődandár (ukránul: 10-та морська авіаційна бригада, magyar átírásban: deszjata morszka aviacijna brihada) az Ukrán Haditengerészet repülő egysége, amely a flotta repülő fegyvernemének, az Ukrán Haditengerészeti Légierőnek az alárendeltségébe tartozik. Fő feladata a tengeri kutató-mentő tevékenység, valamint az Ukrán Haditengerészet hajóinak légi támogatása.

## Története
A repülődandárt 2004-ben hozták létre az Ukrán Haditengerészeti Légierő 316. önálló tengeralattjáró-elhárító repülőszázada és az 555. tengeralattjáró-elhárító vegyes repülőezred összevonásával. A dandár első parancsnoka az 555. vegyes repülőezred korábbi parancsnoka, Jurij Moszkaljov volt.
A dandár létrehozása óta a Krímben, a szaki légibázison állomásozott. 2008. október 14-én fel is vette a bázis nevét, a hivatalos neve szaki tengerészeti repülődandár volt. A Krím 2014-es orosz megszállása idején, kihasználva azt, hogy az orosz erők a szaki repülőteret a szárazföld felől blokkolták és a kifutópálya a tengernél végződik, a repülőeszközök egy részét (egy Ka–27, három Mi–14, két An–26 és egy Be–12) sikerült kimenekíteni és a Mikolajivben található kulbakinei légibázisra áttelepíteni. A kis magasságban és teljes rádiócsendben repülő gépek sértetlenül elérték az ukrán szárazföldet. Az orosz ellenőrzés alá került szaki repülőtéren csak az üzemképtelen és javítás alatt lévő repülőgépek és helikopterek maradtak. A dandár személyi állományát és családjaikat is nagyrészt Mikiolajivbe, kisebb részben a közeli Ocsakivbe költöztették át.
Napjainkban a 10. repülődandár alkotja az Ukrán Haditengerészeti Légierő egyetlen repülő alakulatát.
2017-ben a konotopi Aviakon repülőgépjavító üzem felújított a dandár számára két Mi–14PL helikoptert, közülük az egyik 1993 óta üzemen kívül, tárolás alatt volt. Így a Szakiból áttelepített két géppel együtt a Mi–14-esek száma négyre emelkedett a repülődandárnál. 2018 júniusában egy Ka–226-os mentőhelikopterrel bővült a dandár repülőgépparkja. Két Be–12 gép felújítására 2018-ban írtak ki tendert.
A dandár repülőgépei és helikopterei részt vettek az Ukrajnában az Egyesült Államok, Törökország és Románia részvételével 2016-ban tartott Tengeri szellő (Sea Breeze) tengeri hadgyakorlaton.

## Szervezeti felépítése és repülő eszközei
A dandár a parancsnokságból és a törzsből, egy repülőszázadból, egy helikopteres századból, egy robotrepülőgépes századból, rádiótechnikai és híradó zászlóaljból, földi biztosító és kiszolgáló zászlóaljból, repüléskiszolgáló és üzemeltetési egységből, valamint további kiszolgáló egységekből (pl. meteorológiai csoport) áll.
A repülőszázad egy An–2T és 2 db An–26 szállító repülőgépet, valamint 4 db Be–12 tengerészeti járőr repülőgéppel rendelkezik.
A helikopteres század 3 db Ka–27 helikoptert, 3 db Ka–29 helikoptert, 1 db Ka–226 mentőhelikoptert, 3 db Mi–14PL tengeralattjáró-elhárító helikoptert, 1 db Mi–14PSZ kukató-mentő helikoptert és egy Mi–2MSZB többcélú helikoptert üzemeltet.
A robotrepülőgépes század török gyártmányú Bayraktar TB2 felderítő és csapásmérő pilóta nélküli repülőgépekkel van felszerelve (2022-es állapot szerint 3 db), amelyből az első példányt 2021. július 15-én adták át. 2023-ban brit katonai segélyként 3 db Westland Sea King helikoptert is szolgálatba állítottak.

## Parancsnokok
- Jurij Volodimirovics Moszkaljov (2004–2006)
- Volodimir Volodimirovics Homenko (2006–2013)
- Ihor Volodimirovics Bedzaj (2013–2019)
- Illja Mikiolajovics Olejnyikov (2019-től)